# Minapis bicolor
Minapis bicolor är en stekelart som beskrevs av Gomes 1941. Minapis bicolor ingår i släktet Minapis och familjen Tanaostigmatidae. Inga underarter finns listade i Catalogue of Life.